# Gaspard and Lisa (série de TV)
Gaspard and Lisa é uma série animada franco-britânica destinada a crianças em idade pré-escolar. A série é baseada nos livros escritos por Anne Gutman e ilustrados por Georg Hallensleben. A série foi coproduzida pela Chorion e o estúdio Impossible TV.

## Sinopse
Gaspard e Lisa são amigos se envolvem em várias aventuras e atividades. Embora tentem fazer boas ações, seu comportamento às vezes causa ainda mais problemas, especialmente ao Sr. Huget.

## Transmissão
A série foi transmitida pelo ABC Kids na Austrália, pelo TVOKids no Canadá, pelo TVNZ Kidzone24 na Nova Zelândia, pelo Nick Jr. no Sudeste Asiático, pelo CITV no Reino Unido, pelo Discovery Kids na américa latina e pelo Disney Junior nos EUA.